# Ceci Patricia Flores Armenta
Ceci Patricia Flores Armenta es una activista mexicana, fundadora y líder del colectivo Madres Buscadoras de Sonora.

## Historia
En octubre de 2015, tras sufrir la desaparición de uno de sus hijos, Alejandro Guadalupe, quien desapareció en los Mochis, Sinaloa, Ceci Flores levantó una denuncia para la búsqueda de este, pero con el paso del tiempo su denuncia no obtendría ninguna respuesta por parte de las autoridades.
Ya en 2019, cansada de que el gobierno de su estado no le diera el apoyo necesario, y tras la desaparición de sus demás hijos, Marco Antonio y Jesús Adrián (este último siendo menor de edad), en Bahía del Kino, Ceci sale por su cuenta a buscar a sus hijos. En el camino más madres se le van uniendo, esperando encontrar a sus propios hijos y familiares, es así como el grupo Madres Buscadoras fue consiguiendo más integrantes.
Desde el inicio del colectivo que fue fundado en 2019. Aquella lucha de una sola persona se ha vuelto la de más de 900 alrededor de todo el estado, encontrando muchos cuerpos sin vida. A pesar de haber recuperado los restos de uno de sus hijos en 2021, Ceci no se ha detenido en su labor de buscar a personas desaparecidas sean con vida o no, en conjunto con su colectivo (Madres Buscadoras de Sonora).
La tarde del 16 de abril de 2023, Flores se reportó como desaparecida, esto cuando el colectivo realizaba una jornada de búsquedas en el municipio de Ahome, Sinaloa. Los medios hicieron pública la noticia y la mañana del 17 de abril el presidente de México Andrés Manuel López Obrador informó que ya estaba en marcha un operativo para encontrarla. Ese día en la tarde, el gobernador de Sinaloa Rubén Rocha Moya dio la noticia de que fue encontrada sana y salva y que estaba siendo trasladada a la ciudad de Los Mochis.
Ceci Flores denunció que la Guardia Nacional le solicitó a su hija esperar 72 horas para poder levantar el acta correspondiente, esto pese a que ella esta dentro del programa de personas protegidas y siempre debe de estar resguardada por elementos de seguridad.
En el transcurso del año 2023, Flores ha denunciado amenazas en su contra.

## Colectivo Madres Buscadoras de Sonora
Una organización sin fines de lucro, que se dedica a la búsqueda de personas desaparecidas por el estado de Sonora, y ocasionalmente en otros estados. El colectivo se creó tras la desaparición de sus 3 hijos, uno desaparecido en 2015 y los otros 2 en 2019, debido a que las autoridades de su zona le dieron poca relevancia a su caso, se vio en la necesidad de crear el colectivo Madres Buscadoras de Sonora.
Las Madres Buscadoras son un colectivo que nace en el estado de Sonora formado principalmente por madres con hijos desaparecidos con el fin de recuperar aunque sea los restos de sus familiares. Las madres buscadoras se han articulado para emprender la búsqueda de sus hijos de manera conjunta, tejiendo redes de solidaridad y resistiendo desde lo común a los embates de un sistema predatorio y generador de muerte. Los colectivos de mujeres en Sonora surgen en 2019 en un escenario de violencia creciente, donde los asesinatos, feminicidios  y  desaparición  de  personas  se  multiplican. 
En mayo de 2023, Flores reportó el hallazgo de un cuerpo que podría pertenecer a uno de sus hijos, faltando la confirmación de la Fiscalía, la cual determinó que no eran sus restos.
El 10 de mayo, Flores reportó el secuestro de su sobrina.

## Reconocimientos
- Participación en la segunda edición del foro Las Mujeres del Sol (2020), organizado por El Sol de Hermosillo.[12]
- El 12 de diciembre de 2020 el Instituto Nogalense de las Mujeres, le otorga un reconocimiento por su labor y su liderazgo en el colectivo.
- En junio de 2022 la revista Forbes la enlista entre las "Cien Mujeres Más Poderosas de México".[13]

### Incidencia
- El 11 de octubre de 2021 se reunió con la Fiscalía General de la República (México) para dialogar sobre el asesinato de Aranza Ramos, y sobre las amenazas que ella misma ha recibido.[14]
- El 14 de octubre de 2021 se reúne con el gobernador del Estado de Sonora, Alfonso Durazo para darle seguimiento a las denuncias de amenazas en su contra.[15]
- Después de más de 2 años de haber iniciado esa primera búsqueda, actualmente llevan localizados más de 400 cuerpos en fosas clandestinas, 139 personas encontradas con vida y entregadas a las familias en diferentes partes del país.[3]

## Controversias
Colectivos de personas buscadoras de Sonora se han deslindado de Cecilia y su colectivo de Madres Buscadoras de Sonora al haber esta misma hecho una declaración sobre el Rancho Izaguirre en Teuchitlán, estado de Jalisco donde dijo que Indira Navarro, líder del grupo Guerreros Buscadores de Jalisco, había exagerado el relato de una sobreviviente del rancho además de inflar cifras, según sus palabras poniendo en riesgo a las madres buscadoras que ya han sido amenazadas, y concordar con declaraciones dadas por otros grupos de que ahí no había sido campo de exterminio. 